# Rorschach
Rorschach ist eine politische Gemeinde und eine Kleinstadt am Bodensee im Schweizer Kanton St. Gallen.

## Geographie
Rorschach liegt in der Ostschweiz am Südufer des Bodensees am südlichsten Punkt des Sees, etwa gegenüber der Mündung der Argen und südlich der deutschen Bodenseestadt Friedrichshafen.
Rorschach ist das Zentrum einer Agglomeration (etwa von Arbon bis Rheineck) mit ca. 35'000 Einwohnern. Von der Fläche her (1,78 km²) ist die Stadt selbst aber eine der kleinsten der Schweiz.

## Geschichte

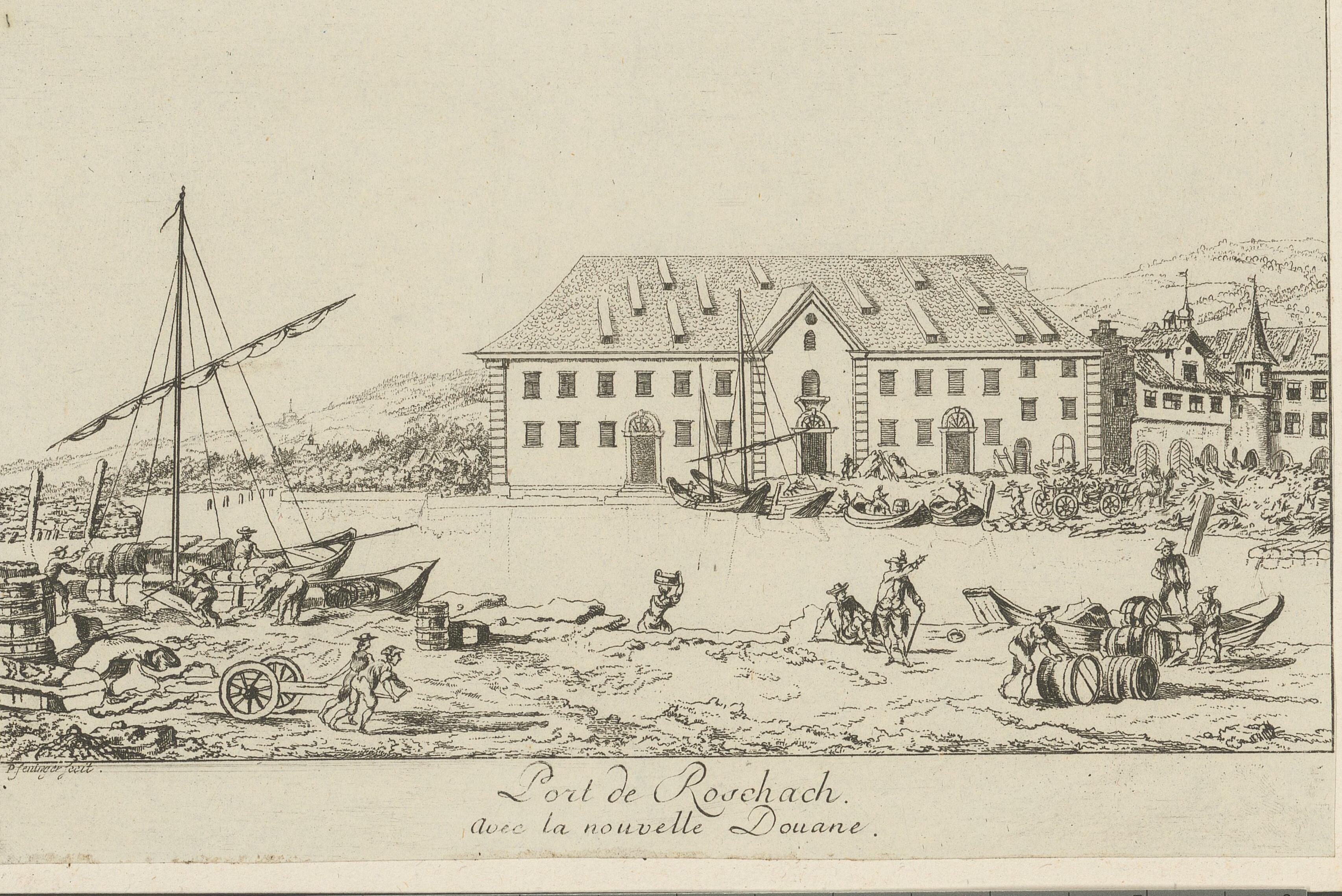
Rorschacher Hafen mit dem neuen Zoll

Historisches Luftbild von Werner Friedli, 1949. Uferseitig: Bahnhof, Hafenanlage und Badhütte

Die Ortsgeschichte geht bis auf die Alemannen zurück. Erstmals bezeugt findet sich das Dorf 850 in der Lagebeschreibung inter Coldahun villam et Rorscachun situm‚ 'zwischen dem Dorf Goldach und Rorschach gelegen‘. Der Name ist eine Bildung aus althochdeutsch rōr, 'Rohr, Schilf‘ und scahho, 'einzeln stehendes Wäldchen, Schachen‘.
Im Jahre 947 verlieh König Otto I. dem Abt Craloh vom Kloster St. Gallen das Markt-, Münz- und Zollrecht zu Rorschach. Seit dem Frühmittelalter war Rorschach Durchgangsort der grossen Pilgerzüge. Im Jahr 1351 wurde das Reichsgut unter Kaiser Karl IV. erstmals verpfändet an Hermann von Breitenlandenberg. Nach verschiedenen anderen Pfandherren erhielt der Abt von St. Gallen 1464 die Erlaubnis Kaiser Friedrichs III., das Pfand einzulösen.
1597 wurde die Monatszeitung Annus Christi (auch bekannt als Historische relatio bzw. Rorschacher Monatsschrift) in Rorschach gedruckt. Es ist mutmasslich die erste Zeitung weltweit, die periodisch erschien und zudem wesentliche Merkmale einer Zeitung enthielt. Sie wurde nach einem Jahr – vermutlich auf Grund finanzieller Schwierigkeiten oder mangelnden Leserinteresses (150 Exemplare) – eingestellt.
Auf dem heutigen Kronenplatz stand die dem Apostel Jakob gewidmete Jakobskapelle, eine Raststätte für Pilger. Sie wurde 1833 abgebrochen; als Erinnerung daran der Jakobsbrunnen gebaut. Noch heute läutet täglich zweimal die Glocke zum Angelus.
1905 streikten die Arbeiter der metallurgischen Betriebe. Ab 1909 gab es eine Eisenbahner-Wohnbaugenossenschaft.

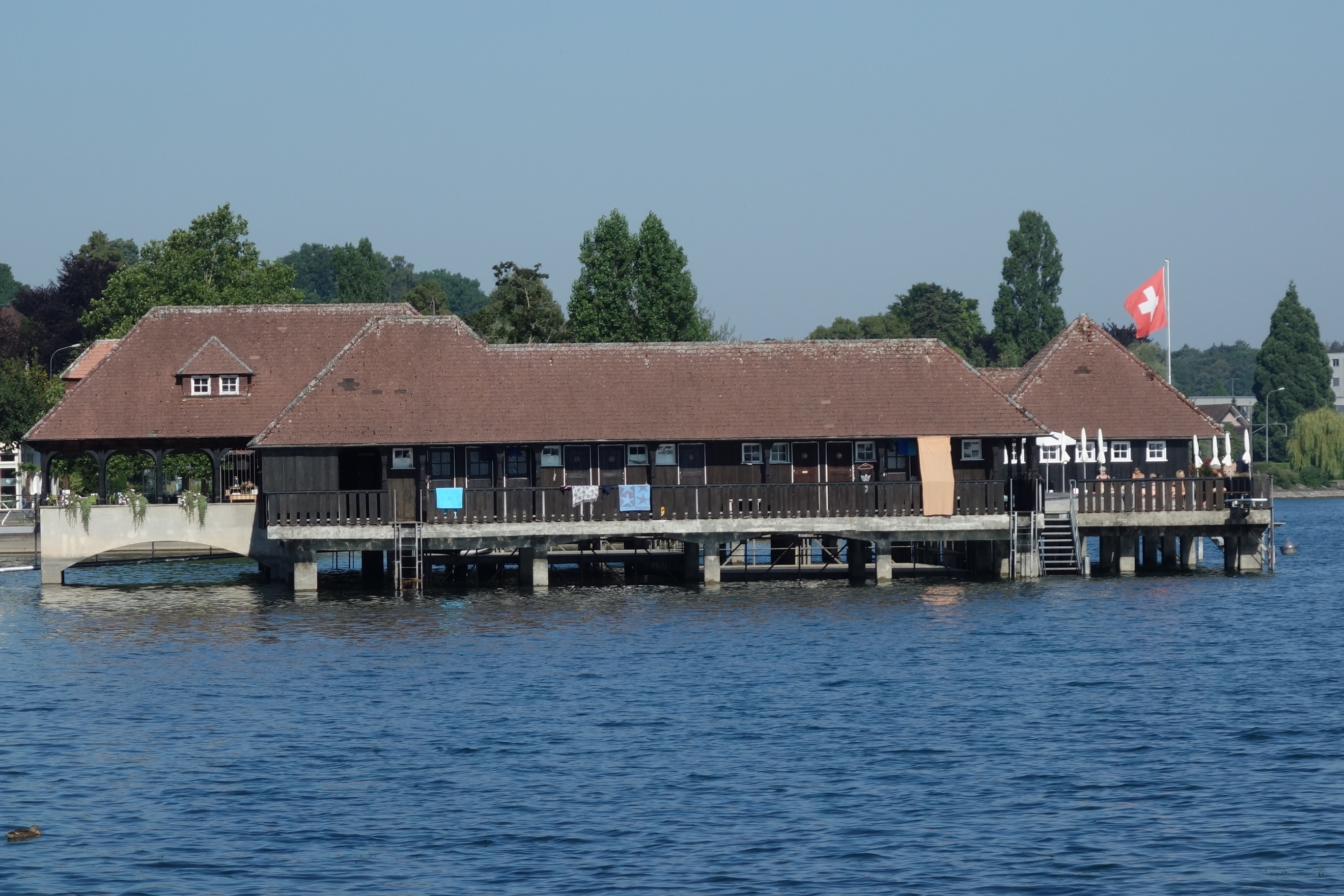
Badhütte Rorschach, 2019

Die Badhütte Rorschach aus dem Jahre 1924, eine auf Betonpfeilern im Wasser stehende Seebadeanstalt, war bis zur vollständigen Zerstörung durch einen Brand vor Weihnachten 2024 die letzte ihrer Art am Schweizer Bodenseeufer und galt als herausragendes Baudenkmal mit architektonischer und kulturhistorischer Bedeutung. Erbaut wurde sie nach Plänen des Architekten Karl Köpplin noch nach Art eines traditionellen, E-förmigen Kastenbads in Holzbauweise, das über einen Steg zu betreten war und über zwei integrierte Schwimmbecken mit höhenverstellbaren Böden verfügte. Der Bau der am 22. Juni 1924 eröffneten Seebadeanstalt war durch das Niedrigwasser des Bodensees 1923 erleichtert worden. Rorschach beging am 22. Juni 2024 das 100-Jahr-Jubiläum der «Badhütte» mit einer kleinen Feier und mit einer Fotoausstellung in den Umkleidekabinen. Das als eines der Wahrzeichen der Stadt geltende historische Gebäude steht unter Denkmalschutz. Seit Ende der Badesaison im September 2024 fanden Sanierungsarbeiten statt, die bis zum Frühling 2025 abgeschlossen sein sollten. In der Nacht zum 23. Dezember 2024 brannte die eingerüstete «Badhütte» aus bislang unbekannter Ursache vollständig ab. Laut Beschluss des Rorschacher Stadtrats Anfang 2025 soll sie vor Ort „schnellstmöglich“ wieder aufgebaut werden, wobei noch nicht entschieden ist, in welcher Form dies geschehen wird. Die kantonale Denkmalpflege betonte bereits den „unwiederbringlichen Verlust dieser Architektur und Handwerkskunst“.
2009–2013 wurde im Gebiet «Neuseeland» an der Churerstrasse das Würth Haus Rorschach (Verwaltungs- und Ausbildungszentrum mit Kongresssaal sowie dem Kunstmuseum «Forum Würth») durch das Zürcher Architekturbüro Gigon/Guyer erstellt. Reinhold Würth eröffnete das Haus am 20. April 2013.

## Wappen
Beschreibung: In Rot eine goldene strenggebundene Getreidegarbe von je einem silbernen gestürzten Fisch (Barsch) zu den Seiten begleitet. Die Fische symbolisieren die Fischerei am Bodensee, während die Korngarbe wohl im Zusammenhang mit dem historischen Kornhaus zu sehen ist.

## Politik

### Fusionspläne
Rorschach, Rorschacherberg und Goldach prüften 2007 eine Fusion zu einer «Stadt am See» mit rund 25'000 Einwohnern, was eine der grössten Städte im Kanton St. Gallen ergeben hätte. Nachdem sich in Goldach eine Fusion wegen des niedrigeren Steuerfusses als politisch nicht durchsetzbar erwies, stand nur eine Fusion von Rorschach und Rorschacherberg zur Diskussion, welche von den Bürgern Rorschacherbergs Ende 2008 abgelehnt wurde. In Rorschach wurde die Fusion hingegen stark befürwortet, da starke Steuersenkungen resultiert hätten.
Im Jahr 2014 wurde erneut eine Grundsatzabstimmung über die Fusion der drei Gemeinden zur «Stadt am See» durchgeführt. Ziel dieser Abstimmung war es, den Gemeinderäten einen Auftrag zur vertieften Prüfung zu erteilen und innerhalb von 2 Jahren eine definitive Abstimmung zur Fusion durchzuführen. Diese Grundsatzabstimmung wurde wieder, wie die vorherigen, von den Gemeinden Goldach und Rorschacherberg klar abgelehnt und von der Stadt Rorschach mit deutlicher Mehrheit angenommen. Durch diesen neuerlichen Entscheid wurden weitere Massnahmen für eine Fusion sistiert und vorgesehene und teils bestehende Zusammenarbeiten durch die Stadt Rorschach beendet oder auf Eis gelegt.

### Städtepartnerschaft
- Sopron, Ungarn

## Bildung
In Rorschach sind folgende Höhere Schulen ansässig:
- Pädagogische Hochschule St. Gallen
- Schweizer Hochschule für Logopädie Rorschach (Mitglied der Internationalen Bodensee-Hochschule)
- Berufs- und Weiterbildungszentrum Rorschach-Rheintal
- HPV Rorschach (im Dienste von Menschen mit Behinderung)
- Volkshochschule Rorschach

## Kultur

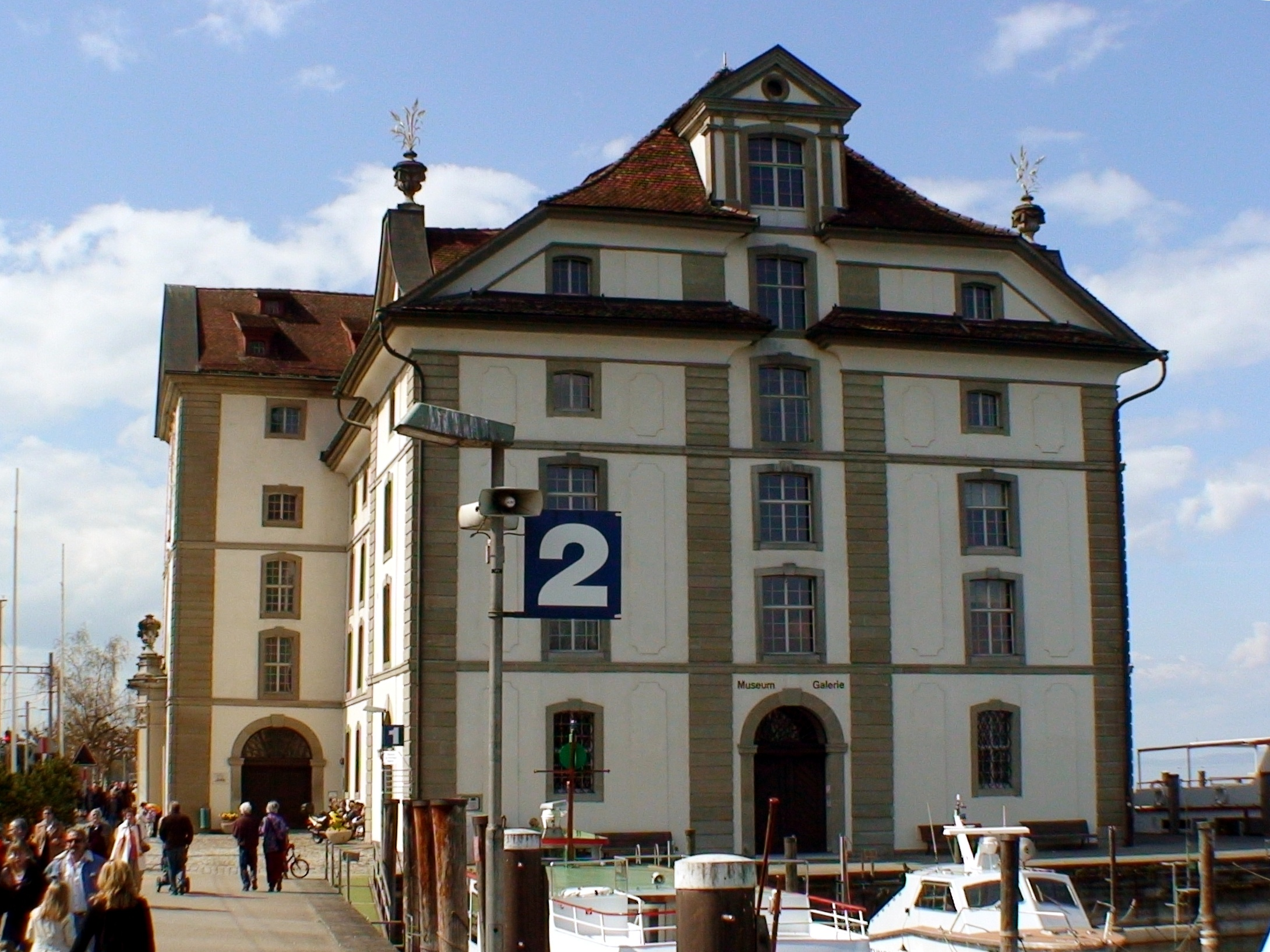
Kornhaus

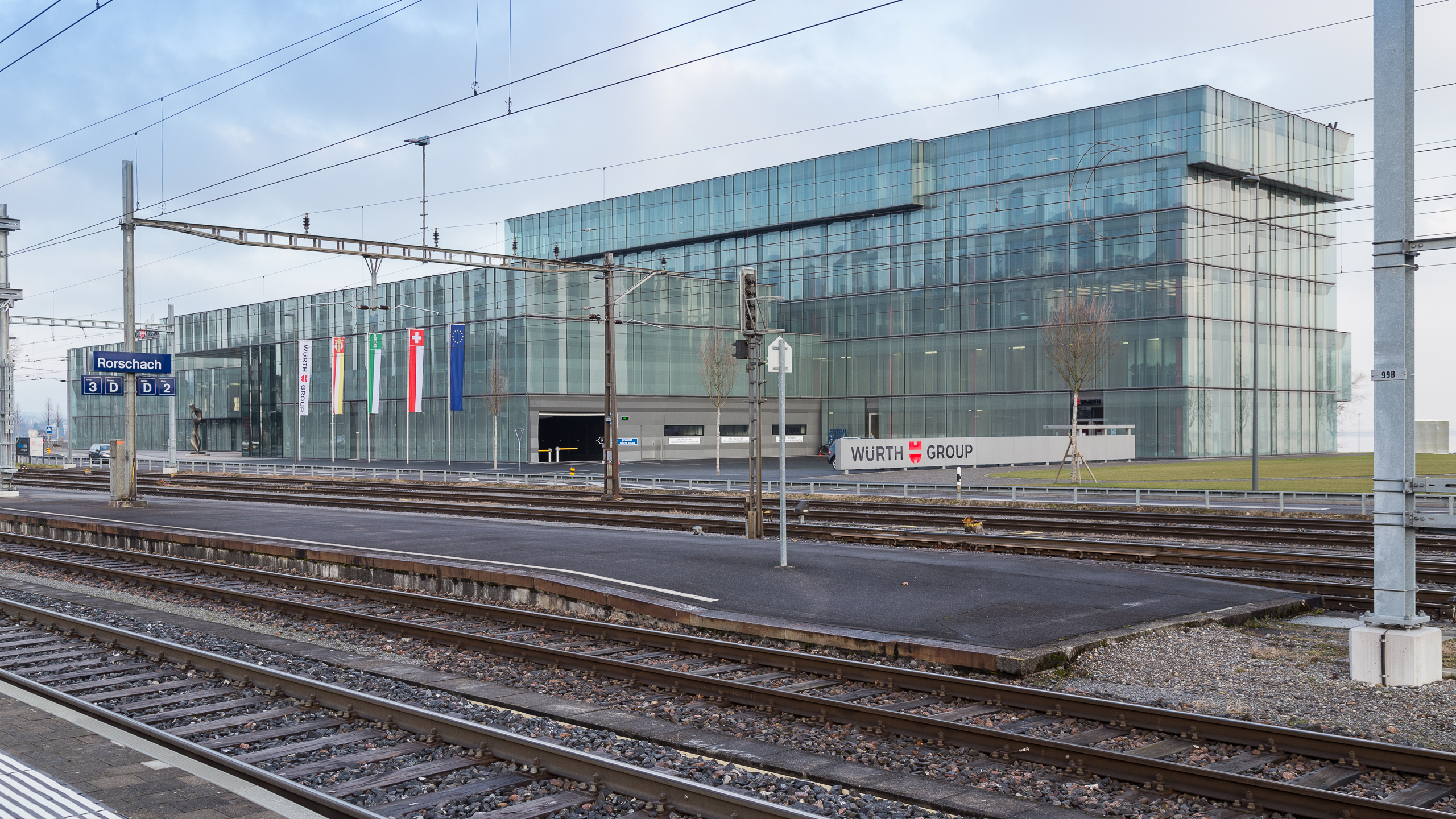
WÜRTH-Haus Rorschach

Das Museum im Kornhaus am Rorschacher Hafen bezeichnet sich als Erlebnismuseum für Gross und Klein. Das Ausstellungsspektrum reicht von Urgeschichte, Stadtentwicklung, Wirtschaft, Industrie, Tierwelt am Bodensee zu Optik/Illusion, Schriften/Zeichen und Mathe-Magie.
Beim jährlich stattfindenden Sandskulpturen-Festival bauen eingeladene Künstler internationaler Herkunft während einer vorgegebenen Zeit Skulpturen aus Sand zu einem Thema, das zu Beginn des Festivals bekannt gegeben wird. Am Ende des Festivals werden die besten Skulpturen vom Publikum und einer Fachjury gekürt.
Das Forum Würth wurde 2013 eröffnet (siehe Geschichte).

## Wirtschaft
In der zweiten Hälfte des 19. Jahrhunderts begann auch in Rorschach die Industrialisierung. Die Aluminiumwerke AG Rorschach begründeten zusammen mit Feldmühle AG (Maschinenstickerei) und Conservenfabrik Rorschach (Roco-Konservenprodukte) den Ruf der Industriestadt.
Zu den ansässigen Unternehmen zählt die Zollern-Mimtec AG, ein Teil der Zollern-Gruppe.
Die Frisco-Findus AG, ein Hersteller von Speiseeis, hatte vor der Übernahme durch Nestlé ihren Sitz in Rorschach. Die Firma galt als Pionier im Bereich Speiseeis und brachte 1960 das erste in der ganzen Schweiz erhältliche Speiseeis (in der Schweiz Glacé genannt) auf den Markt. Die Speiseeis-Herstellung des Joint-Ventures Froneri ist heute in der neuen Fabrik im benachbarten Goldach konzentriert.
Die 1871 gegründete Brauerei Löwengarten wurde nach der Übernahme (2006) durch die Brauerei Schützengarten stillgelegt. An ihrer Stelle entsteht ein Wohnquartier, in das Teile der alten Brauereigebäude integriert werden. Das Löwengartenbier wird heute in St. Gallen in der Brauerei Schützengarten produziert. Nach der Schliessung von Löwengarten wurde 2007 eine lokale Brauerei gegründet, diese Kornhausbräu hat sich einen Namen durch die Produktion ihrer diversen Spezialbiere gemacht.
Das Familienunternehmen Molkerei Fuchs existiert seit 1883 und verfügt damit über eine landesweite Bekanntheit. Eine kleine internationale Verbreitung erfuhr die Molkerei als Zulieferer des Airline Caterers LSG Sky Chefs/First Catering.

## Verkehr

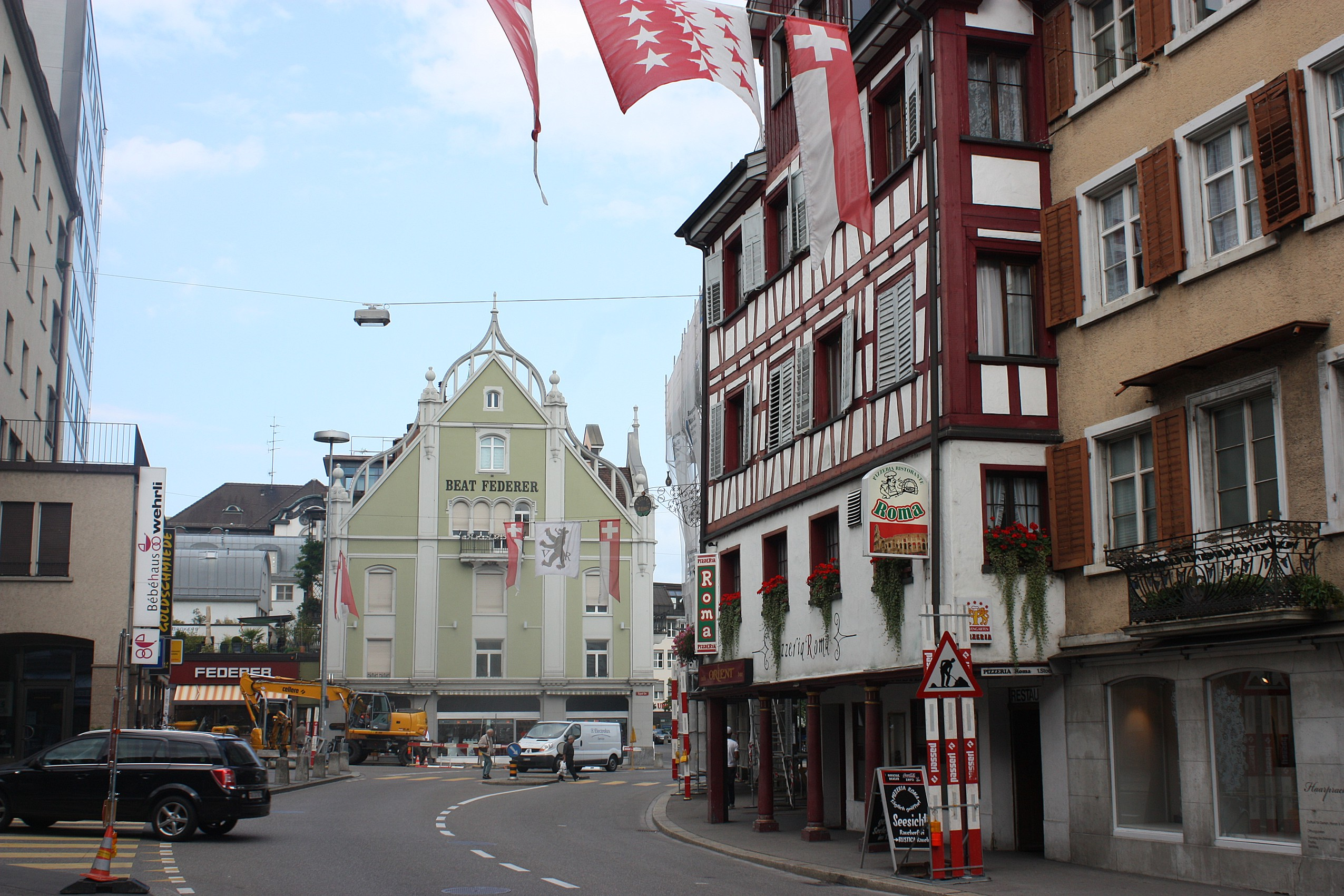
Hauptstrasse in Rorschach

Rorschach besitzt einen Bahnhof und die Haltestellen Rorschach Hafen und Rorschach Stadt. Der Erstgenannte war lange Zeit einer der wichtigsten der Schweizerischen Bundesbahnen, hat mittlerweile aber stark an Bedeutung verloren. Die Schienenverbindungen führen auf der Seelinie nach Schaffhausen, auf der Schnellzuglinie nach St. Gallen sowie über St. Margrethen nach Chur; die Rorschach-Heiden-Bergbahn bietet Verbindungen nach Heiden an.
Der Rorschacher Hafen besitzt Anlegestellen für Kursschiffe der Weissen Flotte und ist Heimathafen der Rorschacher Fahrgastschiffe.
Rorschach verfügt über keine eigene Autobahnanbindung, die nächsten Anschlussstellen befinden sich auf dem Gebiet der Gemeinden Thal und Goldach. Es sind Abklärungen für eine neue Autobahnanbindung für den Westen der Stadt im Gange. Ziel ist es, den Verkehr direkt von Rorschach und Rorschacherberg auf die Autobahn zu bringen und so die Ortskerne von Goldach und Staad zu entlasten.

## Sehenswürdigkeiten

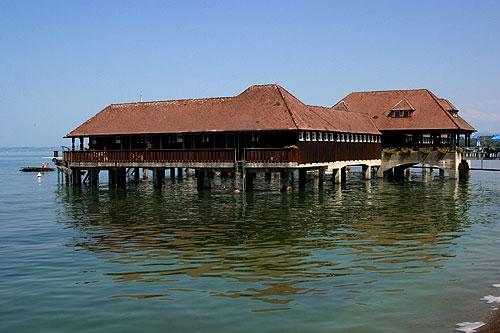
Die 2024 durch Brand zerstörte Badhütte Rorschach, hier auf einer Fotografie von 2004.

- Katholische Pfarrkirche Sankt Kolumban und Konstantius (1782 klassizistisch umgebaut und erweitert).[25] Fünfstimmiges Bronzegeläute mit Schlagtonfolge a0–c1–d1–e1–g1 (leicht verzogene Schlagtonlinie).
- Katholische Herz-Jesu-Kirche (1897, neugotisch), meist als «Jugendkirche» bezeichnet. Ende des 19. Jahrhunderts aufgrund grosser Bevölkerungszahlen (etwa 30 % mehr als heute) erbaut. Die Schliessung wurde 2004 diskutiert: Sie erfolgte zwar bisher nicht, allerdings finden hier keine Gottesdienste mehr statt (Stand 2015).[26][27] Seit März 2015 werden Ideen für eine Umnutzung der Kirche in Form von Wohnungen und Geschäften öffentlich diskutiert.[28]
- Reformierte Kirche (1904), Sakralbau mit burgähnlicher Architektur mit als Kuppel aufgesetztem Glockenturm (beherbergt mit den vier Bronzeglocken f0–a0–c1–f1 eines der schwersten und tontiefsten Geläute der Schweiz)

- Jakobsbrunnen, bildet den Ausgangsort des Rorschacher Jakobswegs nach Santiago de Compostela.
- Kornhaus, barockes Handels- und Lagerhaus am Hafen[29][30]
- ehemaliges Kloster Mariaberg, 1487 bis 1489 von Abt Ulrich Rösch erbaut (heute Pädagogische Hochschule).
- Badhütte Rorschach an der Thurgauerstrasse, eröffnet 1924 und bei einem Brand am 23. Dezember 2024 vollständig zerstört.[10] Das Schweizerische Kulturgüterschutzinventar führte sie zuletzt als „Objekt von regionaler Bedeutung“ (Kategorie B).[31]
- Die Schwebende: Skulptur (1955) des Bildhauers Hermann Haller, nackte Frau in einer natürlich tänzerischen Pose.[32]
- Der 2012 erbaute, etwa 30 Meter hohe Stadtbalkon ist mit seinem Aufzug und der Brücke ein Zugang zu dem hinter dem Hauptbahnhof gelegenen Wohnquartier und zugleich eine Aussichtsplattform.

## Persönlichkeiten

### In Rorschach geboren
- Helena Lindenmann (um 1572–1630), Oberin der Kapuzinerinnen
- Thomas Schenklin (1681–1734), der 44. Abt der Benediktinerabtei Einsiedeln
- Johann Melchior Eggmann (1711–1756), Freskomaler des Barock
- Maria Barbara von Saylern (1716–1772), erste Priorin des Klosters in Libingen
- Joseph Caspar (1799–1880), Maler und Kupferstecher
- August von Bayer (1803–1875), Architekturmaler, badischer Hofmaler und Konservator
- Joseph Marzell Hoffmann (1809–1888), Nationalrat und Regierungsrat
- Otto Zardetti (1847–1902), römisch-katholischer Geistlicher, Bischof von Saint Cloud 1889–1894, Erzbischof von Bukarest 1894–1895
- Franz Xaver Wetzel (1849–1903), Geistlicher
- Josef Traub (1860–1934), Dekorationsmaler
- Robert Bürkler (1863–1930), römisch-katholischer Geistlicher, Bischof von St. Gallen 1913–1930
- Emil Jannings (1884–1950), deutscher Schauspieler und erster Oscarpreisträger (1929)
- Alexander Willwoll (1887–1961), Jesuit und Experimentalpsychologe
- Carl Doka (1896–1980), Publizist
- Walther Hug (1898–1980), Rechtswissenschafter
- Godi Leiser (1920–2009), (Städte-)Zeichner und Grafiker
- Paul Gehler (1921–2005), Politiker
- Theodor Ebneter (1923–2003), Romanist, Sprachwissenschaftler und Hochschullehrer
- Ernst Scheidegger (1923–2016), Fotograf, Maler und Verleger
- Kurt Meier (1924–2005), Mathematiker und Professor
- Herbert Maeder (1930–2017), Fotograf, Fotojournalist und Politiker
- Hans Eisenring (1932–2020), Ingenieur und ehemaliger Präsident der Generaldirektion der Schweizerischen Bundesbahnen (SBB)
- Bruno Stanek (* 1943), Raumfahrtexperte
- Mathias Rissi (* 1946), Jazzmusiker und Architekt
- Neel Jani (* 1983), Autorennfahrer
- Sonja Ammann (* 1984), evangelische Theologin
- Anna Bischofberger, Pseudonym Anna Stern (* 1990), Schriftstellerin
- Mike Egger (* 1992), Politiker (SVP)
- Christoph Pfändler (* 1992), Hackbrettspieler
- Cédric Gasser (* 1998), Fussballspieler
- Lars Traber (* 2000), liechtensteinisch-schweizerischer Fussballspieler

### In Rorschach gewirkt
- Max Klingler (1837–1903), Orgelbauer
- Robert Raths (* 1961), Politiker (FDP), Stadtpräsident

### In Rorschach gestorben
- Sebastian Zuberbühler (1809–1868), Pädagoge, Rektor des Lehrerseminars in Rorschach
- Johann Baptist Eisenring (1868–1925), Jurist und katholisch-konservativer Politiker
- Adolf Gaudy (1872–1956), Architekt, Kirchenbauer

## Galerie

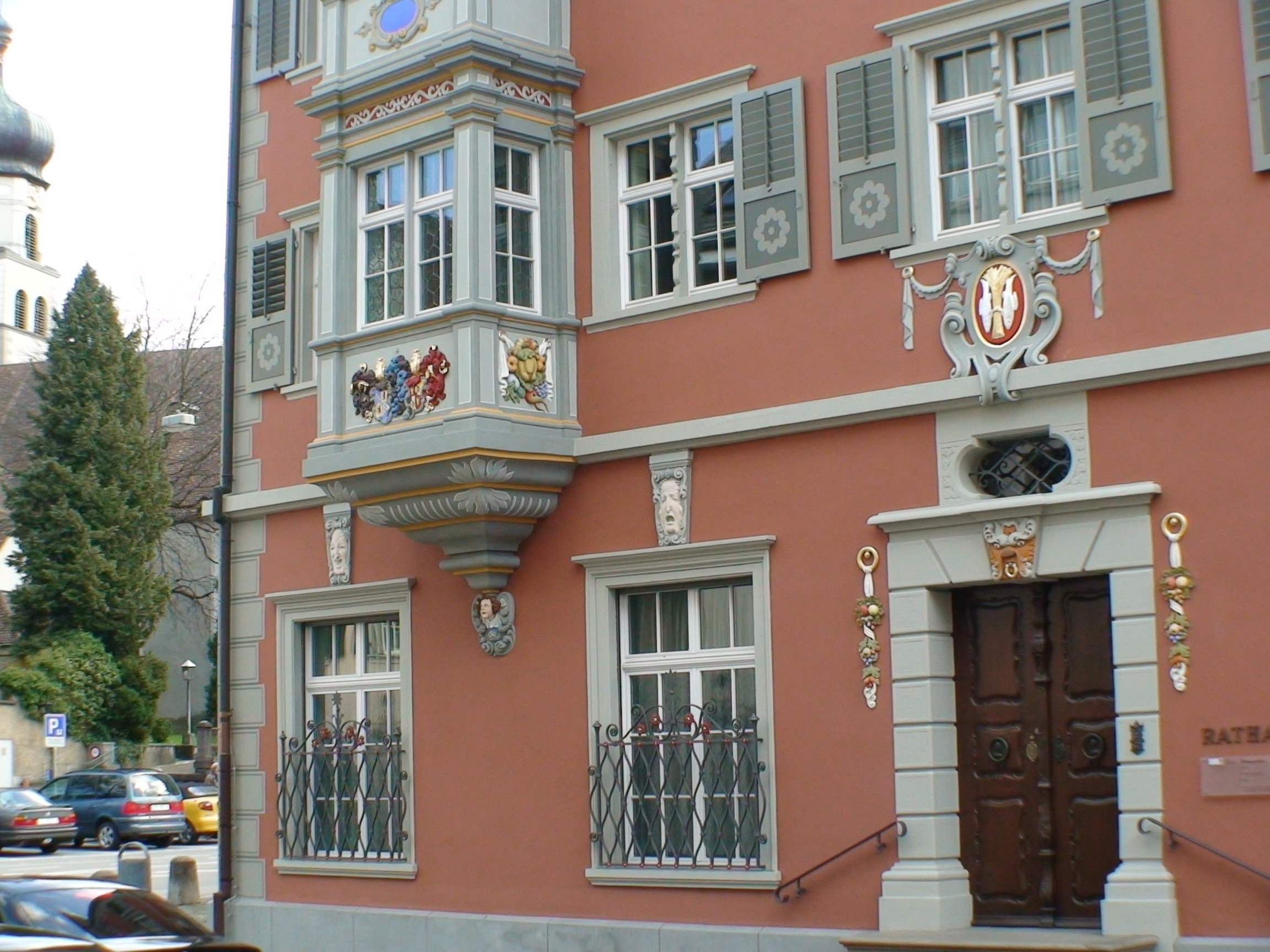
Rathaus
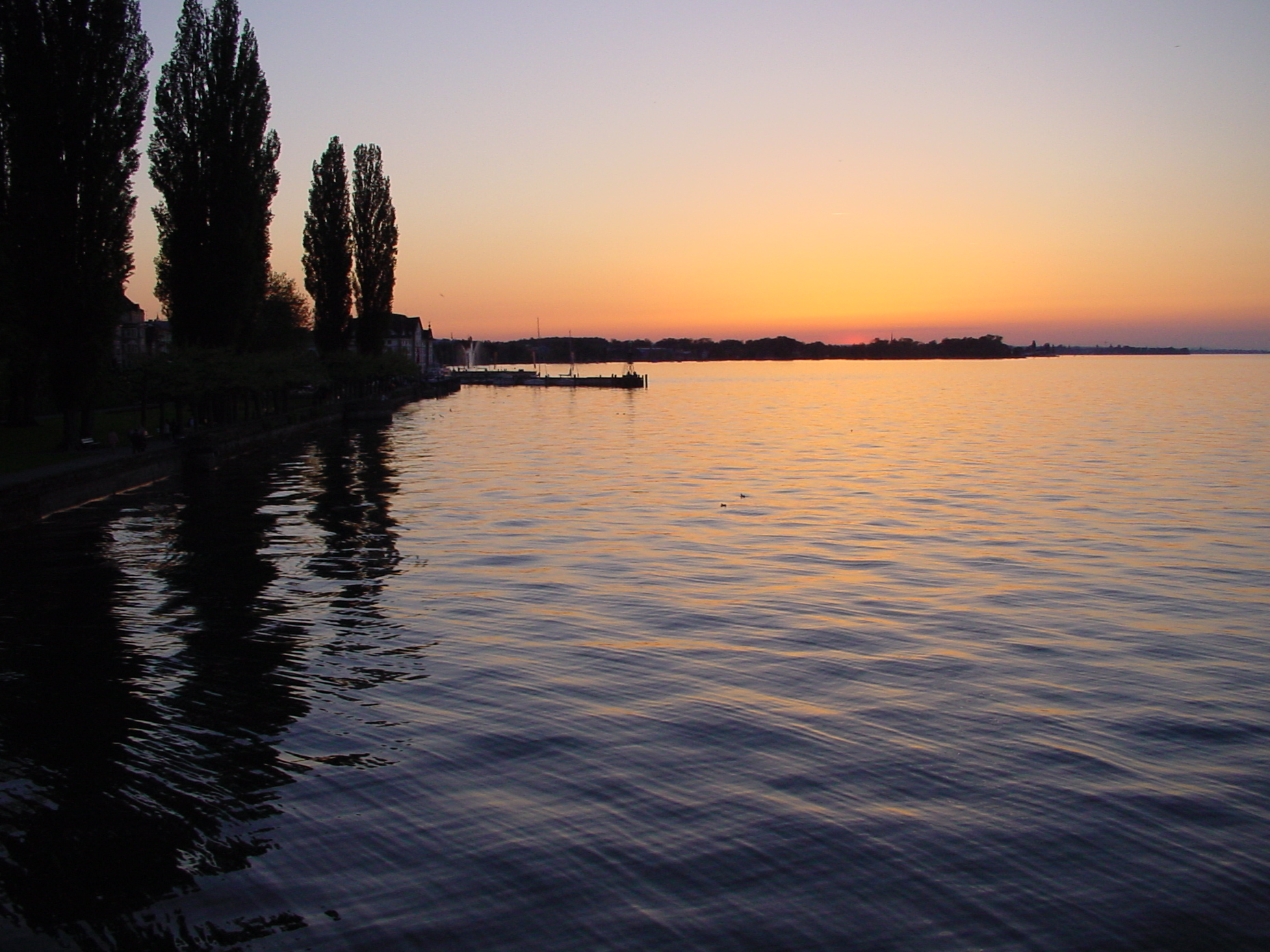
Sonnenuntergang über dem Bodensee bei Rorschach
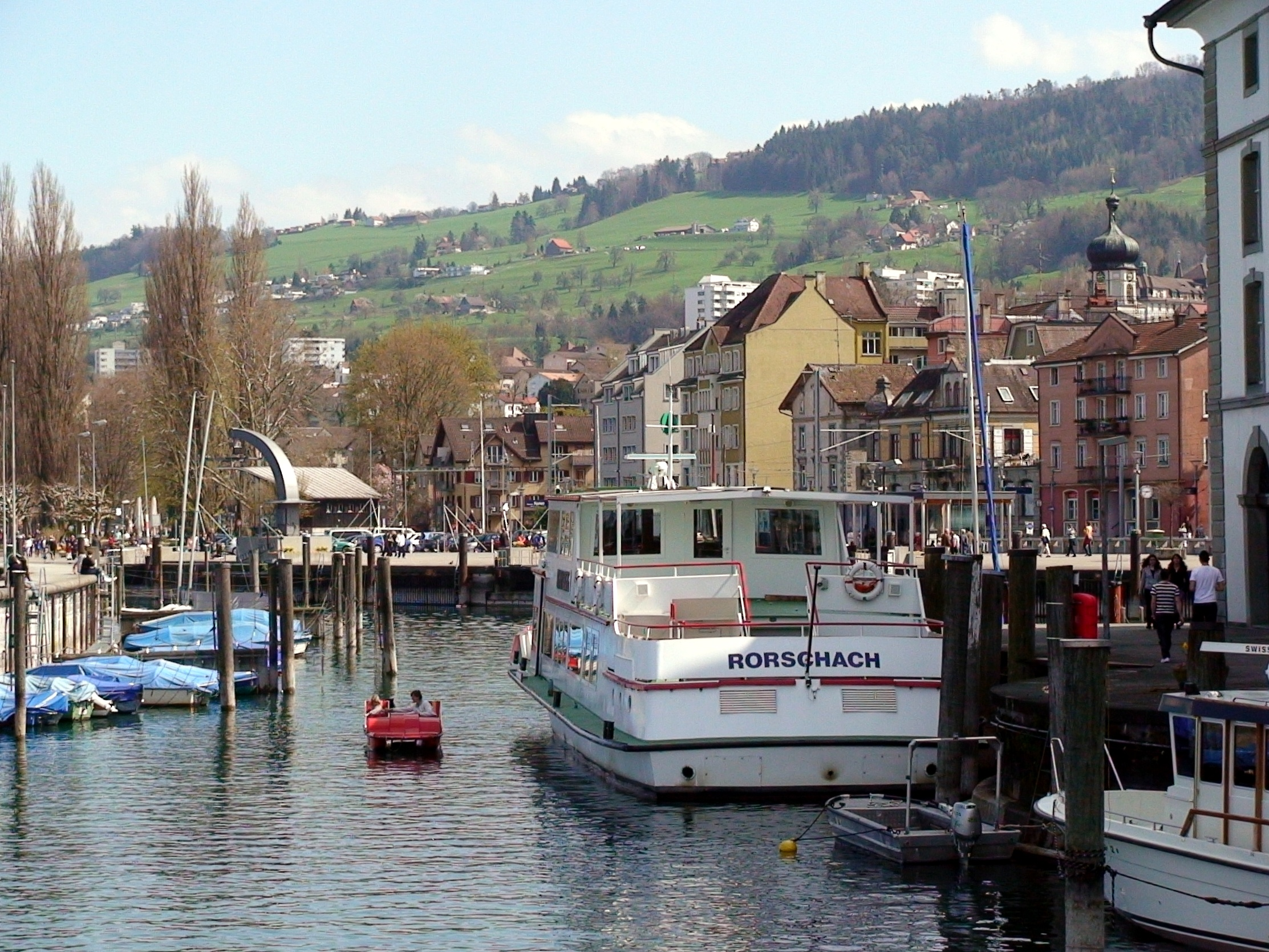
Bootsanlegestelle
Bodenseepromenade
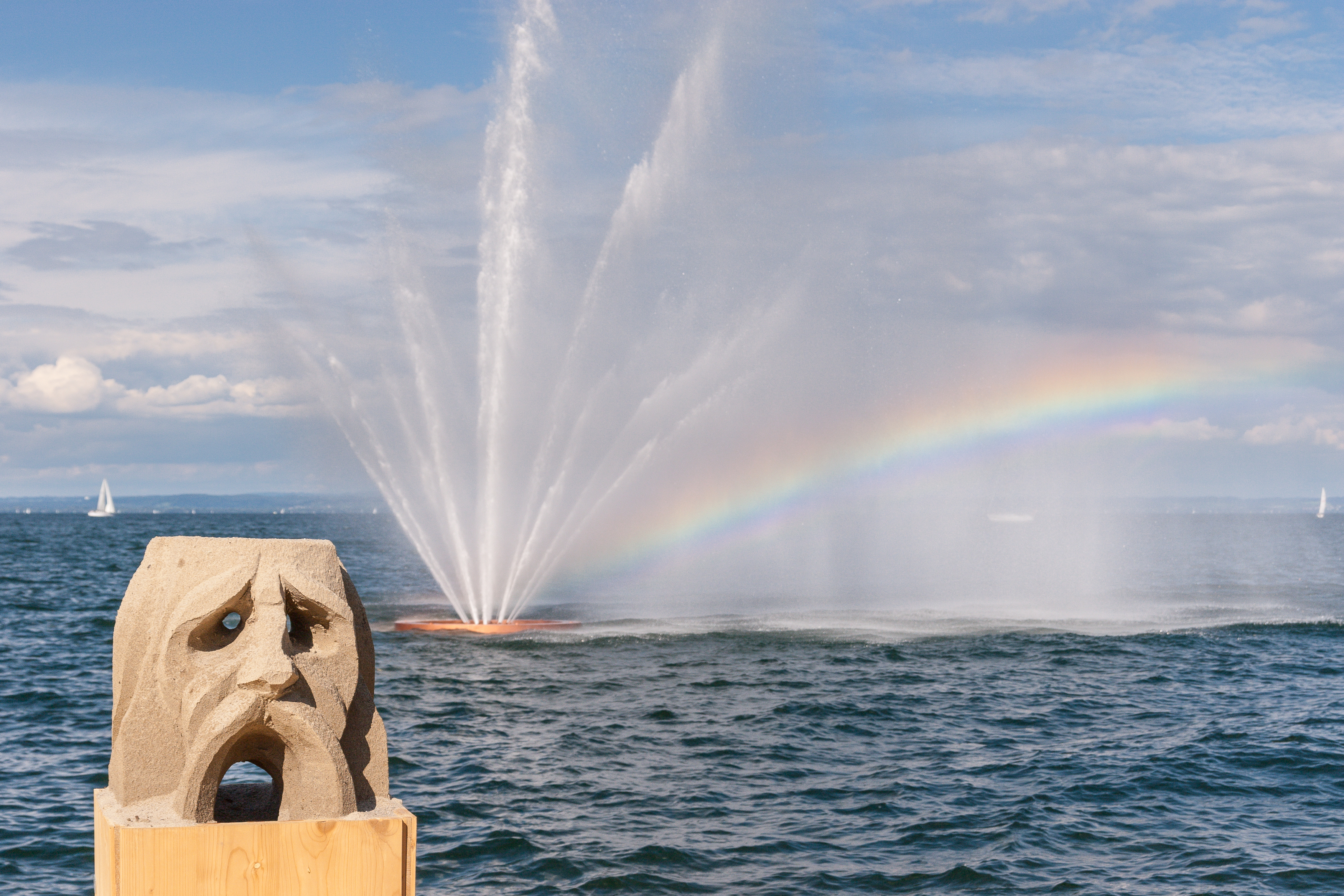
Sandskulpturenfestival
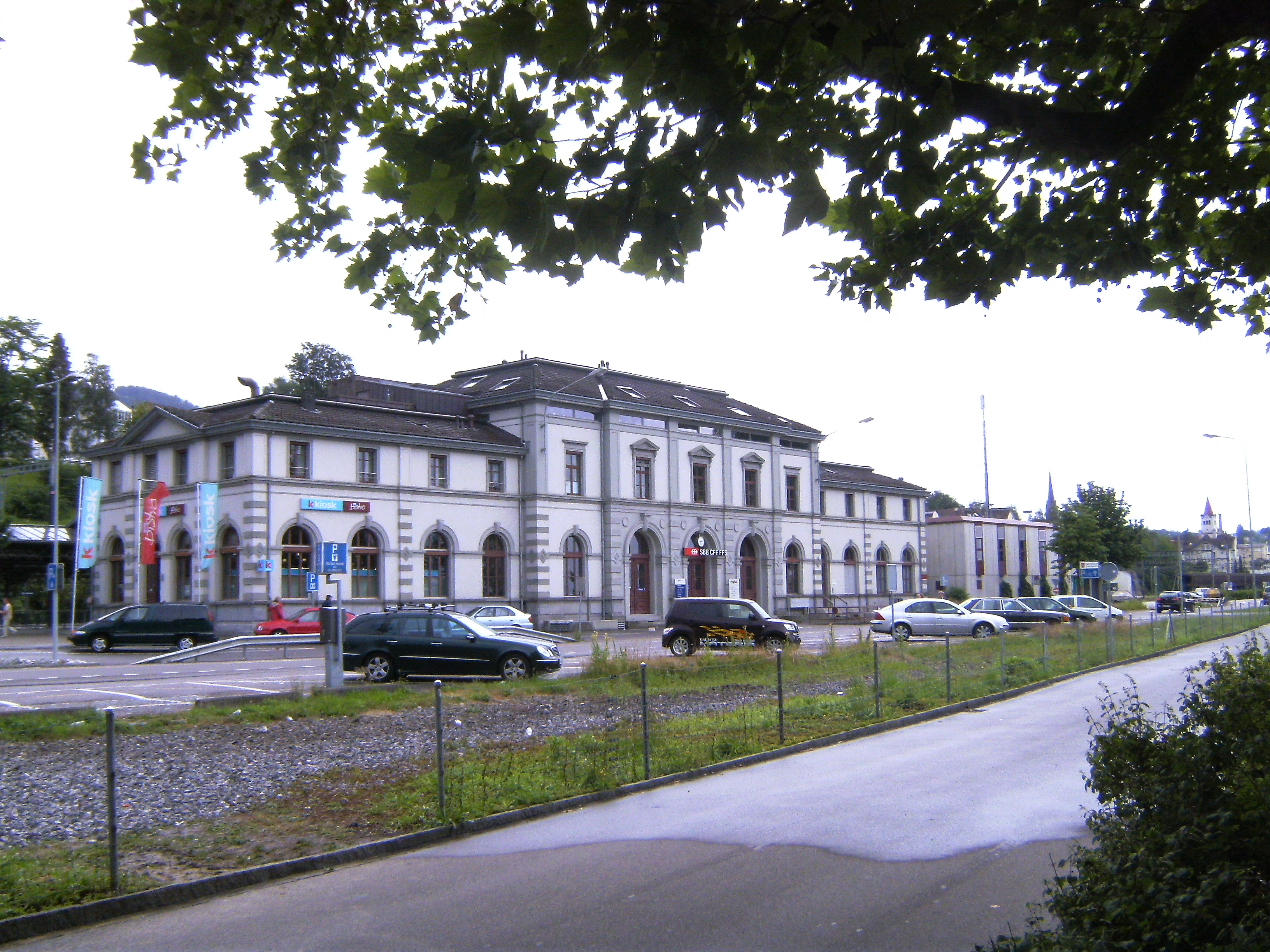
Bahnhof Rorschach
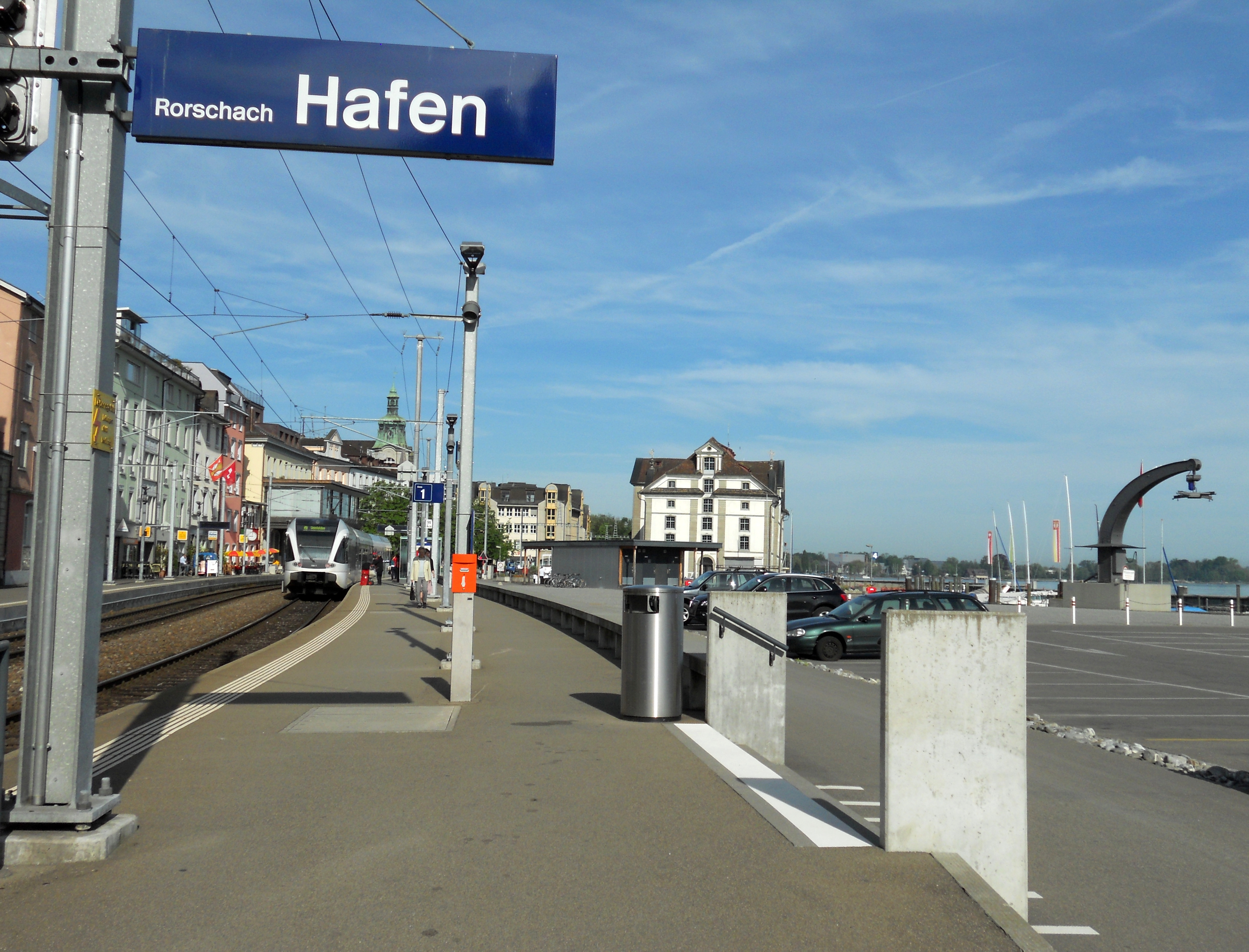
Perron der Bahnstation Rorschach Hafen
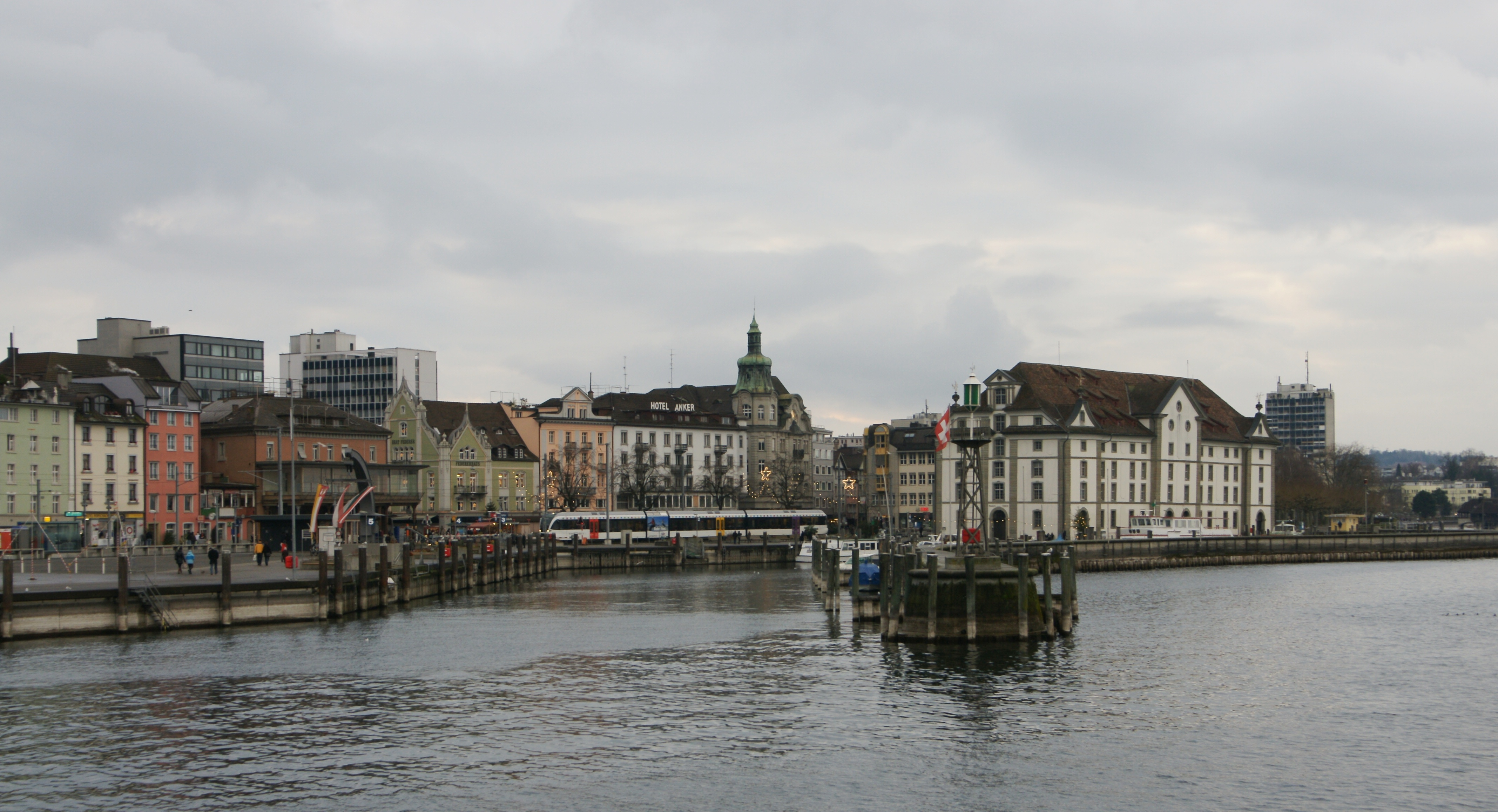
Rorschacher Hafen mit Kornhaus